# Ű
Ű (ű) este o literă a alfabetului latin. Este utilizată în limba maghiară pentru a reprezenta sunetul /yː/. Litera Üü se pronunță /y/, iar accentul ascuțit indică că vocalele sunt lungi. Accentul dublu ascuțit joacă un rol la un moment dat un accent ascuțit și tremă.